# Boreloides
Boreloides es un género de foraminífero bentónico de la familia Boreloididae, de la superfamilia Asterigerinoidea, del suborden Rotaliina y del orden Rotaliida. Su especie tipo es Boreloides cubensis. Su rango cronoestratigráfico abarca desde el Luteciense (Eoceno medio) hasta el Priaboniense (Eoceno superior).

## Clasificación
Boreloides incluye a las siguientes especies:
- Boreloides cubensis †
- Boreloides eniwetokensis †